# 어마라 밀러
어마라 밀러(Amara Miller, 2000년 5월 4일 ~ )는 미국의 배우이다. 2011년 영화 《디센던트》로 데뷔하였으며, 드라마 《1600 펜》(2012-13)에 출연하였다.

## 출연 작품

### 영화
- 디센던트 (2011)
- A Merry Friggin' Christmas (2014)

### 텔레비전
- 1600 펜 (2012-13)